# Савин, Борис Викторович
Бори́с Ви́кторович Са́вин (18 июля 1936 — 9 мая 2020, Москва) — советский, российский и немецкий художник-аниматор. Работал на киностудии «Союзмультфильм» (1968—1974), студии «Мульттелефильм» творческого объединения «Экран» (1974—1992), студии «Хилос» (Дрезден, 1995—1997).

## Биография
Родился 18 июля 1936 в Москве.
В 1954—1959 годах получал образование в МИСИ им. Куйбышева. В 1961—1965 годах учился в рисовальных классах при Московском художественном институте имени В. И. Сурикова. Записался на курсы художников-мультипликаторов при киностудии «Союзмультфильм» в 1965 году, и окончил их в 1966 году.
Работал аниматором на киностудии «Союзмультфильм» с 1968 по 1974 годы, а с 1974 по 1992 годы — на студии «Мульттелефильм» ТО «Экран». С 1995 по 1997 года работал на студии «Хилос» в Дрездене (Германия). В основном участвовал в создании кукольных фильмов.
В 2007 был на панихиде Александра Михайловича Татарского.
8 апреля 2019 года Борису Викторовичу вручили премию «Икар».
Ушёл из жизни 9 мая 2020 года в Москве после тяжёлой болезни.

## Фильмография
- 1970 — Отважный Робин Гуд
- 1971 — Как ослик счастье искал
- 1971 — Мальчик и мячик
- 1971 — Сеча при Керженце
- 1972 — Не спеши[источник не указан 114 дней]
- 1972 — Новогодняя сказка
- 1973 — Волшебные фонарики
- 1973 — Часы с кукушкой
- 1973 — Волшебник Изумрудного города (1 серия)
- 1974 — Федорино горе
- 1974 — Шапокляк
- 1974 — Волшебник Изумрудного города (4 серия)
- 1974 — Волшебник Изумрудного города (5 серия)
- 1975 — Дядя Фёдор, пёс и кот. Матроскин и Шарик
- 1975 — В гостях у гномов
- 1975 — Одуванчик
- 1976 — Дядя Фёдор, пёс и кот. Мама и папа
- 1976 — Дядя Фёдор, пёс и кот. Митя и Мурка
- 1977 — Лоскутик и Облако
- 1977 — Два клёна
- 1978 — Кто ж такие птички?
- 1979 — Стальное колечко
- 1979 — Ошибка Дядюшки Ау
- 1979 — Большой секрет для маленькой компании
- 1980 — Ночь рождения
- 1980 — Солдатская сказка
- 1980 — Как старик корову продавал
- 1981 — Жил-был Саушкин (2 серия)
- 1981 — Шиворот-навыворот
- 1981 — Мальчик шёл, сова летела
- 1982 — Жил-был Саушкин (3 серия)
- 1982 — Микрофильмы
- 1982 — Чертёнок № 13
- 1982 — Возвращение со звёзд
- 1983 — Шалтай-Болтай
- 1983 — Падал прошлогодний снег
- 1984 — Ученик волшебника
- 1984 — Волшебная лопата
- 1984 — Чёрный заяц («КОАПП»)
- 1984 — Что услышала медуза («КОАПП»)
- 1984 — Солдатская лампа[источник не указан 114 дней]
- 1985 — Советы профессора Чайникова
- 1985 — Сонное царство («КОАПП»)
- 1986 — Площадь картонных часов
- 1986 — Снегопад из холодильника
- 1986 — Урок музыки
- 1987 — Ах, принцесса!
- 1988 — Правитель Турропуто
- 1988 — Кошмар на Амазонке («КОАПП»)
- 1988 — Узники «Ямагири-мару»[источник не указан 114 дней]
- 1989 — Доктор Бартек и смерть (1 серия)
- 1989 — Доктор Бартек и смерть (2 серия)
- 1990 — Роковая любовь
- 1990 — Проклятая книга
- 1991 — Соловей
- 1993 — Несколько страниц из жизни призрака